# Craspedocephalus
Craspedocephalus is een geslacht van slangen uit de familie adders (Viperidae) en de onderfamilie groefkopadders (Crotalinae). 

## Naam en indeling
De wetenschappelijke naam van de groep werd voor het eerst voorgesteld door Heinrich Kuhl en Johan Conrad van Hasselt in 1822. Er zijn veertien soorten, veel soorten werden lange tijd tot het geslacht van de Aziatische lanspuntslangen (Trimeresurus) gerekend. Een aantal soorten is pas recentelijk beschreven zoals de sinds 2021 bekende soorten Craspedocephalus peltopelor en Craspedocephalus travancoricus.
De geslachtsnaam Craspedocephalus betekent vrij vertaald 'omzoomde kop'; craspedo = begrensd en cephalos = kop.

## Levenswijze
Het zijn boombewoners die vooral jagen op kleine zoogdieren, maar ook vogels en kikkers worden buitgemaakt. De vrouwtjes zetten geen eieren af maar zijn eierlevendbarend, de jongen komen levend ter wereld. Alle soorten zijn giftig en kunnen gevaarlijk zijn voor mensen. 

## Verspreiding en habitat
Deze slangen komen voor in delen van Azië en leven in de landen Brunei, India, Indonesië, Maleisië, Thailand en Sri Lanka. De habitat bestaat uit vochtige tropische en subtropische bossen.

## Soorten
Het geslacht omvat de volgende soorten, met de auteur en het verspreidingsgebied.
| Naam                                                       | Auteur                                                                     | Verspreidingsgebied         |
| ---------------------------------------------------------- | -------------------------------------------------------------------------- | --------------------------- |
| Craspedocephalus anamallensis                              | Günther, 1864                                                              | India                       |
| Craspedocephalus andalasensis                              | David, Vogel, Vijayakumar & Vidal, 2006                                    | Indonesië                   |
| Craspedocephalus borneensis                                | Peters, 1872                                                               | Indonesië, Brunei, Maleisië |
| Craspedocephalus brongersmai                               | Hoge, 1969                                                                 | Indonesië                   |
| Bamboeadder (Craspedocephalus gramineus)                   | Shaw, 1802                                                                 | India                       |
| Craspedocephalus macrolepis                                | Beddome, 1862                                                              | India                       |
| Craspedocephalus malabaricus                               | Jerdon, 1854                                                               | India                       |
| Craspedocephalus occidentalis                              | Pope & Sarah Hillhouse Pope, 1933                                          | India                       |
| Craspedocephalus peltopelor                                | Mallik, Srikanthan, Ganesh, Vijayakumar, Campbell, Malhotra, Shanker, 2021 | India                       |
| Craspedocephalus puniceus                                  | Boie, 1827                                                                 | Indonesië                   |
| Craspedocephalus strigatus                                 | Gray, 1842                                                                 | India                       |
| Craspedocephalus travancoricus                             | Mallik, Srikanthan, Ganesh, Vijayakumar, Campbell, Malhotra, Shanker, 2021 | India                       |
| Ceylonese lanspuntslang (Craspedocephalus trigonocephalus) | Latreille, 1801                                                            | Sri Lanka                   |
| Craspedocephalus wiroti                                    | Trutnau, 1981                                                              | Thailand, Maleisië          |